# Oiophysa cumberi

Oiophysa cumberi  (лат.) — вид полужесткокрылых насекомых из семейства Peloridiidae. Новая Зеландия.

## Описание
Мелкие полужесткокрылые насекомые с полупрозрачными надкрыльями, длина тела 2—3 мм. Ширина головы 0,98–1,09 мм;
длина головы 0,22–0,26 мм. Комбинированная ширина двух надкрылий до 1,54 мм. Основная окраска желтовато-коричневая, ноги жёлтые, глаза красновато-серые. Форма тела широкоовальная, плоская. Голова поперечная, V-образной формы (вид сверху), вогнутая спереди. Пронотум примерно в 4 раза шире своей длины.  Оцеллии отсутствуют. Усики короткие 3-члениковые, булавовидные. Ротовые части гопогнатические. Лапки 2-члениковые. Нелетающие брахиптерные насекомые. Встречаются в лесах из южного бука (Nothofagus). Сезонность почти круглогодичная, но чаще отмечены в сентябре — ноябре, феврале (имаго чаще появляются в апреле — июне и августе).